# Князь ветра
«Князь ветра» — детективный роман Леонида Юзефовича, заключительная часть трилогии о сыщике Иване Путилине. Опубликован в 2001 году, экранизирован в 2007 году.

## Сюжет
В романе переплетены несколько сюжетных линий, действие которых происходит в разные годы в разных странах.
Иван Путилин, вышедший в отставку с поста начальника сыскной полиции Петербурга, рассказывает литератору Сафронову о делах, которые ему приходилось расследовать. На сей раз речь идёт о случившемся в 1870-х годах убийстве писателя Николая Каменского, который, помимо рассказов в духе реализма, писал бульварные романы под псевдонимом Н. Добрый о легендарном сыщике Путилове. Это убийство связано с другим — убийством монгольского князя Найдан-вана, принявшего православие, чтобы продать душу дьяволу. Здесь в качестве персонажа появляется Иван Тургенев, которому Каменский подарил образ «красных собак» (их в романе «Отцы и дети» перед смертью видит Базаров).
Другая линия — записки русского офицера Солодовникова, который в 1913 году служил военным инструктором в монгольской армии во время войны Монголии с гоминьдановским Китаем. Записки попадают в руки Сафронова, и в них даётся разгадка событий тридцатилетней давности. Завершается роман в 1918 году, когда Сафронов на улицах революционного Петрограда встречает одного из героев записок Солодовникова.

## История создания и публикации
Сюжет романа не основан на мемуарах исторического Путилина, а полностью выдуман Юзефовичем. Прототипом Каменского-Доброго стал малоизвестный писатель Роман Лукич Антропов, который действительно выпускал книги о Путилине под псевдонимом Роман Добрый. Важная для романа монгольская тема — давнее увлечение Юзефовича, он заинтересовался этой страной, когда служил в армии в Забайкалье, а в 1993 году написал документальный роман о бароне Унгерне «Самодержец пустыни».
Впервые роман появился на страницах журнала «Дружба народов» в январском и февральском номерах 2000 года. Отдельной книгой он вышел в 2001 году в издательстве «Вагриус» вместе с предыдущими книгами трилогии: «Костюмом Арлекина» и «Домом свиданий». Роман был переведён на немецкий, итальянский, французский языки.

## Критика
По мнению критиков, «Князь ветра» — лучший роман трилогии. Отмечая великолепный детективный сюжет, многие критики пишут о том, что детективная составляющая в этом романе не главная. «Роман только притворяется детективом», — утверждает Владимир Березин. Елена Иваницкая и Лев Данилкин называют его «шедевром» и «явлением в современной русской прозе». Совсем другое мнение у Ирины Роднянской: в статье «Гамбургский ёжик в тумане» она относит «Князь ветра» (вместе с книгами Виктора Пелевина, Михаила Шишкина, Татьяны Толстой, Михаила Успенского) к «плохой хорошей литературе», для которой важно обращение не к реальности, а к вымыслу, как можно более экзотическому и далёкому от жизни.

## Награды
- 2001 — первый победитель литературной премии «Национальный бестселлер»